# Triumph TR7-serie
De Triumph TR7-serie was een serie 750cc-motorfietsen die het Britse merk Triumph produceerde van 1973 tot 1983.

## Voorgeschiedenis
Triumph bracht in 1958 de 650cc-T120 Bonneville op de markt. Het was de opvolger van de Tiger T110, die een enkele carburateur had en die 40 pk leverde. Het zustermodel TR6 Trophy had ook slechts een carburateur, maar vooral de Amerikaanse importeurs drongen aan op sterkere motoren die ze onder meer wilden inzetten in de populaire desert races. De T120 kreeg twee carburateurs en leverde 46 pk, maar de TR6 Trophy bleef in productie. Veel klanten (die in deze tijd nog veel onderhoud zelf deden) vonden het afstellen van twee carburateurs te moeilijk, waardoor er steeds vraag bleef naar deze machines. Begin jaren zeventig wilden de Amerikanen opnieuw snellere motoren, onder meer omdat het reglement van de American Motorcyclist Association voor de "AMA Class C" was gewijzigd, waardoor nu ook 750cc-kopklepmotoren in wedstrijden als de Daytona 200 mochten starten. Triumph werkte toen al aan de driecilinder Triumph Trident racer, maar de Amerikanen boorden zelf een T120 op tot 724 cc voor races. Uiteindelijk gaf Triumph toe en bracht het de 50pk-T140V Bonneville 750 uit. Het was de hoogste tijd, want Honda had al in 1969 haar CB 750-viercilinder uitgebracht, die 67 pk leverde en in 1972 was de Kawasaki Z900 met 82 pk verschenen.

### NVT
In juli 1973 werd Triumph ingelijfd bij de Norton-Villiers-Triumph-groep van eigenaar Dennis Poore. Die dreigde de Triumph-fabriek in Meriden te sluiten. Daarop volgden stakingen en zelfs een sit-in, waardoor de productie vrijwel stil kwam te liggen. De werknemers vormden de Meriden Motorcycle Co-operative en zetten het merk Triumph op die manier voort. In april 1975 begon de productie opnieuw, met de werknemerscoöperatie als producent en NVT als opdrachtgever en afnemer.

## Triumph TR7(R)V Tiger
In 1973 werd de Triumph TR7RV Tiger gepresenteerd, aanvankelijk nog met dezelfde boring/slagverhouding van het Amerikaanse Rod Coates-blok, 75 x 82 mm. De "R" stond voor "roadster", maar die verdween al snel omdat ze overbodig was. Er was geen andere TR7. De "V" stond zoals bij alle Triumph's voor de vijfversnellingsbak. De machine was ontwikkeld door Brian Jones. Al snel werd de motor 1 mm opgeboord om aan 744 cc te komen en veranderde de naam in TR7V Tiger. De machine had het oliehoudende dubbel wiegframe dat al voor de T120 Bonneville was ontwikkeld. Het was toen al niet al te lovend ontvangen, want de dikke centrale bovenbuis die de motorolie bevatte beïnvloedde het ontwerp en de zithoogte was erg hoog. Het frame werd echter verlaagd. De "V" stond voor de vijfversnellingsbak. De eerste (724 cc)-versie had nog twee trommelremmen, maar in het voorwiel zat nu een schijfrem. De koplampbevestiging was nu verbeterd: de "draadjes" waarmee ze bij de T120 was opgehangen waren vervangen door normale "lamporen", de bevestiging van het voorspatbord was robuuster en het was - net als het achterspatbord - van roestvrij staal gemaakt. Vanaf het begin werd de TR7V in twee versies geleverd: de UK/ROW (United Kingdom/Rest Of the World)-versie met laag stuur en 18,1liter-tank en de USA-versie met hoog stuur en 13,6liter-tank. Vanaf 1976 werd de TR7V Tiger vernieuwd. Het werd nu onder verantwoordelijkheid van de Meriden Motor Cycle Co-operation gemaakt en de coöperatie van werknemers moest meteen flink investeren om de schakeling van rechts naar links te brengen, een eis voor goedkeuring in de VS. Het was mogelijk omdat de technici gedurende de 18 maanden dat de productie stil had gelegen hard doorgewerkt hadden. Voor meer ontwikkelingen was eenvoudig geen geld, daarom werden alleen de kleurenschema's vernieuwd.

### Motor
De motor was een dwarsgeplaatste, luchtgekoelde paralleltwin-kopklepmotor met twee kleppen per cilinder die werden bediend door stoterstangen en tuimelaars. Aanvankelijk werd de 650cc-motor van de T120 Bonneville opgeboord tot 724 cc, maar nog in 1973 werd de motor vergroot tot 744 cc. Om dat te realiseren konden de carters van de T120 niet meer worden gebruikt en moesten er aangepaste carters komen. Ook de bevestiging van de cilinderkop werd aangepast (van negen naar tien bouten). Door de grotere motor werden de hoofdlagers van de krukas te zwaar belast, wat werd opgelost door mildere nokkenassen in te bouwen en de compressieverhouding te verlagen tot 7,9:1. De nokkenassen waren laag geplaatst, die voor de inlaatkleppen aan de achterkant van het cilinderblok, die van de uitlaatkleppen ervoor. De smering geschiedde door een dry-sumpsysteem waarbij de motorolie in de bovenste framebuis werd meegevoerd. De ontsteking was een accu-bobine-ontsteking van Lucas Industries, bij de eerste modellen nog met contactpuntjes. Er was een enkele Amal Concentric R930/89 30mm-carburateur voor de brandstofvoorziening. 

### Transmissie
Op het linker uiteinde van de krukas zat de primaire transmissie, die via een triplexketting de meervoudige natte plaatkoppeling aandreef. De machine had een voetgeschakelde vijfversnellingsbak met het schakelpedaal rechts, waar aan de rechterkant ook de kickstarter op zat. 

### Rijwielgedeelte
De TR7V Tiger had het in 1970 geïntroduceerde "oil-in-frame"-rijwielgedeelte, een dubbel wiegframe met een dikke bovenbuis waar de motorolie in bewaard werd. De eerste 724cc-versie had nog een trommelrem in het voorwiel, maar die werd al in 1973 vervangen door een Lockheed-schijfrem. Achter zat een trommelrem, die in 1976 werd vervangen door een schijfrem. Beide schijfremmen waren meer bedoeld om mee te doen met de Japanse "mode", want ze remden nauwelijks beter dan de oude trommelremmen. Voor was een telescoopvork met gaiters gemonteerd, achter een swingarm met twee veer/demperelementen.

### Uitrusting
De TR7V Tiger had, behalve zijn vijfversnellingsbak, ook elektrische richtingaanwijzers, maar verder was de uitrusting karig. Zo ontbeerde de machine nog steeds een startmotor, die de Honda CB 750 al in 1969 had. Ook het schakelpedaal aan de rechterkant was voor veel rijders lastig, omdat bijna alle motorfietsen intussen links schakelden. In 1975, toen de productie na achttien maanden werd hervat door de Meridan Motorcycle Co-operative, werd dit aangepast en kwam het schakelpedaal aan de linkerkant en het rempedaal rechts, een wijziging die door de Amerikaanse wetgeving was afgedwongen.

## Triumph TR7P Tiger
Ook de Triumph TR7P Tiger verscheen in 1973 als politiemotor. Het was de logische vervanger van de TR6P Trophy. De uitrusting kon worden aangepast aan de wensen van het politiekorps. Met de komst van de BMW /7-serie in 1976 schakelden ook de meeste Britse politiekorpsen over op de BMW R75/7 en later op de BMW R100RT.

## Triumph TR7ES Tiger
Er bestaan foto's van de TR7ES Tiger, zowel uit 1981 als uit 1982. Dit model had een startmotor. Dat was niet onlogisch, want de T140 Bonneville had die al in 1980 met de T140ES Bonneville Electro gekregen. Het is heel waarschijnlijk dat het bij enkele prototypen is gebleven, want een TR7V Tiger zonder startmotor was met 8.000 gulden al duurder dan een Honda CB 750 en een Bonneville met startmotor kostte 9.500 gulden, de prijs van een Honda CB 900 F Bol d'Or. Het was dus onmogelijk om op prijs te concurreren met de Japanse merken.

## Triumph TR7T Tiger Trail
|  |

In 1980 begonnen twee Franse importeurs druk uit te oefenen op hun merken om zware offroads te bouwen. De Franse importeur van BMW vroeg om de bouw van de BMW GS 800 R, waarmee Hubert Auriol de Dakar-Rally van 1981 wist te winnen. De Franse Triumph-importeur Comptoirs Generaux du Cycle et de l'Industrie Mecanique (C.G.C.I.M.) bracht zelf al een omgebouwde T140 Bonneville naar Meriden. Hij wilde een Triumph-concurrent voor de populaire BMW R80G/S, maar ook hier was het de bedoeling om aan te treden in de Dakar-Rally. 
Hoofdingenieur Brian Jones zag wel iets in het model, maar hij vond de Bonneville-motor te sterk. Hij bouwde de TR7T Tiger Trail rond het blok van de TR7V Tiger, maar verlaagde de compressieverhouding nog iets van 7,9:1 naar 7,4:1 en gebruikte de rustige nokkenasprofielen van de Triumph Trident, waardoor het vermogen naar 42 pk daalde. De gearing werd aan het terrein aangepast door andere kettingtandwielen (kleiner voor en groter achter) te gebruiken. Mede door het ontbreken van een startmotor was de TR7T Tiger Trail 11 kg lichter dan de straatmodellen. Hoewel de TR7T Tiger Trail ongeveer 160 km/uur haalde, adviseerde de fabriek om op de standaard Avon-Mudplugger-banden niet sneller dan 130 km/uur op de verharde weg te rijden. Deze banden kregen veel kritiek, omdat ze weliswaar heel goed waren in het zand, maar niet op asfalt. De Metzeler Enduro-banden van de BMW R80G/S voldeden goed op de weg. De BMW was dan ook meer eel allroad, de Triumph een offroad. 
De eerste TR7T Tiger Trail werd getoond op de motorshow van Parijs, eind 1980. Het blad "Bike" meldde dat de Franse importeur twee machines had ingeschreven voor de Dakar-Rally, maar dat was niet zo. Het blad "Moto Verte" schreef zelf twee machines in voor de Parijs-Tunis-Rally, maar die haalden de finish niet. In juni 1981 versloeg Tony Beamont van de Federation of Police Motorcycle Clubs de BMW R80G/S en de Japanse concurrentie in de Rallye des Pyrénées. Triumph meldde deze successen in advertenties en posters, maar ze werden overschaduwd door de overwinning van Hubert Auriol met de BMW R 800 GS in de Dakar-Rally. Het door Gulf Oil gesponsorde Royal Military Police display team kreeg speciale witte TR7T Tiger Trails, met witte frames, witte velgen en een gewijzigd uitlaatsysteem.

### Uitrusting
Met uitzondering van de witte machines voor de politie werd de Tiger Trail alleen geleverd in "Sunburst Yellow', inclusief de spatborden en zijdeksels. Ze had een kleine Paioli-12,4liter-tank, maar die voor de VS-modellen was nog kleiner: 9 liter. Het stuur en de tankdop hadden een zwarte poedercoating, de twee-in-een-uitlaat was zwart verchroomd. Op het stuur zaten weliswaar twee tellerhuizen, maar er was alleen een snelheidsmeter. In plaats van een toerenteller zaten in het tweede huis de controlelampjes en het contactslot. Voor zat een enkele Lockheed AP-schijfrem, achter een simplex-trommelrem. De rechthoekige richtingaanwijzers en het remlicht werden geleverd door het Duitse ULO. De Bumm-spiegels kwamen ook uit Duitsland. De achterschokdempers waren van Marzocchi, maar de telescoopvork was identiek aan die van de straatmodellen. De velgen kwamen van Radaelli en waren geschoeid met Avon-Mudplugger-terreinbanden. De koplamp was kleiner dan bij de straatmodellen en voorzien van een steenslaggaasje. De twee-in-een-uitlaat was links omhooggebogen, waardoor het eigenlijk niet mogelijk was om een duopassagier mee te nemen. Dat kon ook niet door het te kleine ¾-zadel, iets groter dan een solozadel maar te klein voor twee volwassenen. Er waren ook geen duovoetsteunen noch een handgreep voor een passagier. Zelfs de middenbok was een optie, de machine werd alleen met een zijstandaard geleverd.

### De pers
De internationale pers ontving de TR7T Tiger Trail met enig enthousiamse, want het was lang geleden dat Triumph echt iets nieuws had gepresenteerd. Ook de recensies waren gunstig, maar de tests brachten wel enkele onvolkomenheden aan het licht, vooral met betrekking tot de banden die slecht presteerden op de verharde weg en de vering. Vooral de voorvork werd te licht bevonden. De veerweg was niet lang genoeg, maar door stick-slip veerde ze ook niet voldoende uit, waardoor de volgende inveerslag ook weer te kort was. De beschermplaat voor het carter was te kort. Ze eindigde voor het ondercarter, waardoor de afvoerleiding van de motorolie onbeschermd bleef. In het terrein bleek de machine echter een succes, zelfs het Duitse blad Motorrad vond de machine beter dan de BMW R80G/S en Superbike plaatste de machine als tweede in haar vergelijkingstest, achter de Moto Morini Camel, maar voor de BMW G/S. Ook het Nederlandse Motor vond de machinne comfortabel maar functioneel en in het terrein verrassend goed.
Toch waren de klanten niet overtuigd. Buiten het VK werd de machine populair in Australië, Zwitserland en opmerkelijk genoeg ook Duitsland, maar over het geheel viel de vraag tegen. De 500cc-Morini Camel kostte slechts 9.520 gulden, de BMW 12.500 gulden en de Triumph (zowel de 750cc-TR7T Tiger Trail als de 650cc-Triumph TR65T Tiger Trail) 10.950 gulden, maar alleen de BMW werd een succes. In 1982 gingen zowel de TR7T Tiger Trail als de TR65T Tiger Trail uit productie.

### Triumph TR65T Tiger Trail
Het blad Motor Cycle News had in 1981 gesuggereerd dat de 650cc-motor van de Triumph TR65 Thunderbird nog geschikter zou zijn voor de offroadmotor. Het slapende bestuurslid Geoffrey Robinson was een Labour-kamerlid dat een grote rol had gespeeld bij de financiële steun die voor de oprichting van de Meriden Motorcycle Co-operation nodig was geweest. Hij had grote bezwaren bij het uitbrengen van de 650cc-TR65 Thunderbird en ook van een voorgesteld 125cc-model voor beginnende motorrijders. Hij was bang dat de lichtere modellen de verkoop van de winstgevende 750cc-modellen zou hinderen. Het bestuur vond echter dat de lichtere modellen eerder een opstap naar zwaardere modellen vormden. Daarom verscheen in 1982 de TR65T Tiger Trail, die even duur was als het 750cc-model. Dat werd gerechtvaardigd door de betere uitrusting, zoals een toerenteller en een middenbok.

## Eerdere Triumph TR7's
Al in 1960 werd de aanduiding "TR7" gebruikt voor de TR7/A Bonneville en TR7/B Bonneville. Deze machines hoorden bij de Triumph T120 Bonneville 650-serie en waren bestemd voor de Amerikaanse markt. De aanduiding "TR7" was bedoeld om onderscheid te maken met de TR6 Trophy.

## L.F. Harris Triumph TR7T Tiger Trail
Na de vrijwillige liquidatie van de Meriden Motorcycle Co-operation kocht John Bloor de merknaam "Triumph" met het doel om zelf geheel nieuwe en moderne motorfietsen te gaan bouwen. Dat kon hij voorlopig niet. Daarom gaf hij Leslie Frederick ("Les") Harris toestemming om de merknaam te gebruiken en de 750cc-Triumph te bouwen tot hij zijn fabriek in Hinckley gebouwd had. Harris produceerde op kleine schaal T140 Bonneville's, maar ook TR7T Tiger Trails. Hij leverde de machines voor de "White Helmets", het Royal Signals Motorcycle Display Team, dat demonstraties verzorgde bij motorevenementen. 

## Technische gegevens
| Triumph                | TR7RV Tiger                             | TR7P Tiger                        | TR7V Tiger                              | TR7ES Tiger                     | TR7T Tiger Trail                     |
| ---------------------- | --------------------------------------- | --------------------------------- | --------------------------------------- | ------------------------------- | ------------------------------------ |
| Periode                | 1973                                    | 1973-1980                         | 1973-1980                               | 1981-1982                       | 1981-1982                            |
| Categorie              | Toer                                    | Politie                           | Toer                                    | Prototype                       | Offroad                              |
| Motortype              | Stoterstangen kopklepmotor              | Stoterstangen kopklepmotor        | Stoterstangen kopklepmotor              | Stoterstangen kopklepmotor      | Stoterstangen kopklepmotor           |
| Bouwwijze              | Dwarsgeplaatste paralleltwin            | Dwarsgeplaatste paralleltwin      | Dwarsgeplaatste paralleltwin            | Dwarsgeplaatste paralleltwin    | Dwarsgeplaatste paralleltwin         |
| Koeling                | Lucht                                   | Lucht                             | Lucht                                   | Lucht                           | Lucht                                |
| Boring                 | 76 mm                                   | 76 mm                             | 76 mm                                   | 76 mm                           | 76 mm                                |
| Slag                   | 82 mm                                   | 82 mm                             | 82 mm                                   | 82 mm                           | 82 mm                                |
| Cilinderinhoud         | 724,5 cc                                | 744,0 cc                          | 744,0 cc                                | 744,0 cc                        | 744,0 cc                             |
| Carburateur(s)         | 1 Amal Concentric R930/89 30 mm         | 1 Amal Concentric R930/89 30 mm   | 1 Amal Concentric R930/89 30 mm         | 1 Amal Concentric R930/89 30 mm | Amal Concentric MkI 30 mm            |
| Ontsteking             | Accu-bobine                             | Accu-bobine                       | Accu-bobine                             | Accu-bobine                     | Accu-bobine                          |
| Smeersysteem           | Dry-sumpsysteem                         | Dry-sumpsysteem                   | Dry-sumpsysteem                         | Dry-sumpsysteem                 | Dry-sumpsysteem                      |
| Compressieverhouding   | 7,9:1                                   | 7,9:1                             | 7,9:1                                   | 7,9:1                           | 7,4:1                                |
| Max. Vermogen          | 49 pk bij 6.700 tpm                     | 51 pk bij 6.700 tpm               | 51 pk bij 6.700 tpm                     | 51 pk bij 6.700 tpm             | 42 pk bij 6.500 tpm                  |
| Primaire aandrijving   | Triplexketting                          | Triplexketting                    | Triplexketting                          | Triplexketting                  | Triplexketting                       |
| Koppeling              | Meervoudige natte plaat                 | Meervoudige natte plaat           | Meervoudige natte plaat                 | Meervoudige natte plaat         | Meervoudige natte plaat              |
| Versnellingen          | 5                                       | 5                                 | 5                                       | 5                               | 5                                    |
| Secundaire aandrijving | Ketting                                 | Ketting                           | Ketting                                 | Ketting                         | Ketting                              |
| Startmethode           | Kickstarter                             | Kickstarter                       | Kickstarter                             | Kickstarter + startmotor        | Kickstarter                          |
| Rijwielgedeelte        | Dubbel wiegframe                        | Dubbel wiegframe                  | Dubbel wiegframe                        | Dubbel wiegframe                | Dubbel wiegframe                     |
| Voorvork               | Telescoopvork                           | Telescoopvork                     | Telescoopvork                           | Telescoopvork                   | Telescoopvork                        |
| Achtervork             | Swingarm                                | Swingarm                          | Swingarm                                | Swingarm                        | Swingarm                             |
| Voorrem                | Trommelrem                              | Schijfrem                         | Schijfrem                               | Schijfrem                       |                                      |
| Achterrem              | Trommelrem                              | Trommelrem, vanaf 1976: schijfrem | Trommelrem, vanaf 1976: schijfrem       | Schijfrem                       | Trommelrem                           |
| Tankinhoud             | VK & export: 18,1 liter USA: 13,6 liter | 18,1 liter                        | VK & export: 18,1 liter USA: 13,6 liter | 18,1 liter                      | VK & export: 12,4 liter USA: 9 liter |
| Droog gewicht          | 179,3 kg                                | Onbekend                          | 179,3 kg                                | Onbekend                        | 174 kg                               |

## Trivia

### Testresultaat
Het is opmerkelijk om te zien wat testredacteuren in de jaren zeventig allemaal accepteerden. Het blad Motor testte de TR7RV Tiger, de Triumph T140V Bonneville en de Triumph T150 Trident MkII in 1973. Alle machines bleken overmatig te trillen, maar in de test van 7.000 km sneuvelden 5 koplampjes, 8 achterlichten, 3 instrumentenlampjes, 1 benzinekraan, een elektrische draad en 1 spatbordsteun. Men verzuimde aan te geven bij welke van de drie motorfietsen dit gebeurde. De conclusie van de test was: "Naar onze mening zijn de Triumphs hele beste machines voor diegenen die aandacht aan hun machine besteden, bereid zijn om zelf onvolkomenheden in afwerking en afstelling weg te werken en de machines niet alleen de sporen geven op lege snelwegen".